# CAL Cargo Air Lines
CAL Cargo Air Lines (Hebreeuws: ק.א.ל. קווי אוויר למטען) is een Israëlische luchtvrachtmaatschappij met haar thuisbasis de luchthaven Ben-Gurion te Tel Aviv.

## Geschiedenis
CAL Cargo Air Lines is opgericht in 1976 door EL Al (49%) en de voormalige president van IAI.

## Bestemmingen
CAL Cargo Air Lines voerde in 2011 vrachtvluchten uit naar:

- België
  - Liège Airport
- Cyprus
  - Luchthaven Larnaca
- Israël
  - Luchthaven Ben-Gurion
- Nederland
  - Luchthaven Schiphol (seizoensgebonden)
- Verenigde Staten
  - John F. Kennedy International Airport

## Vloot

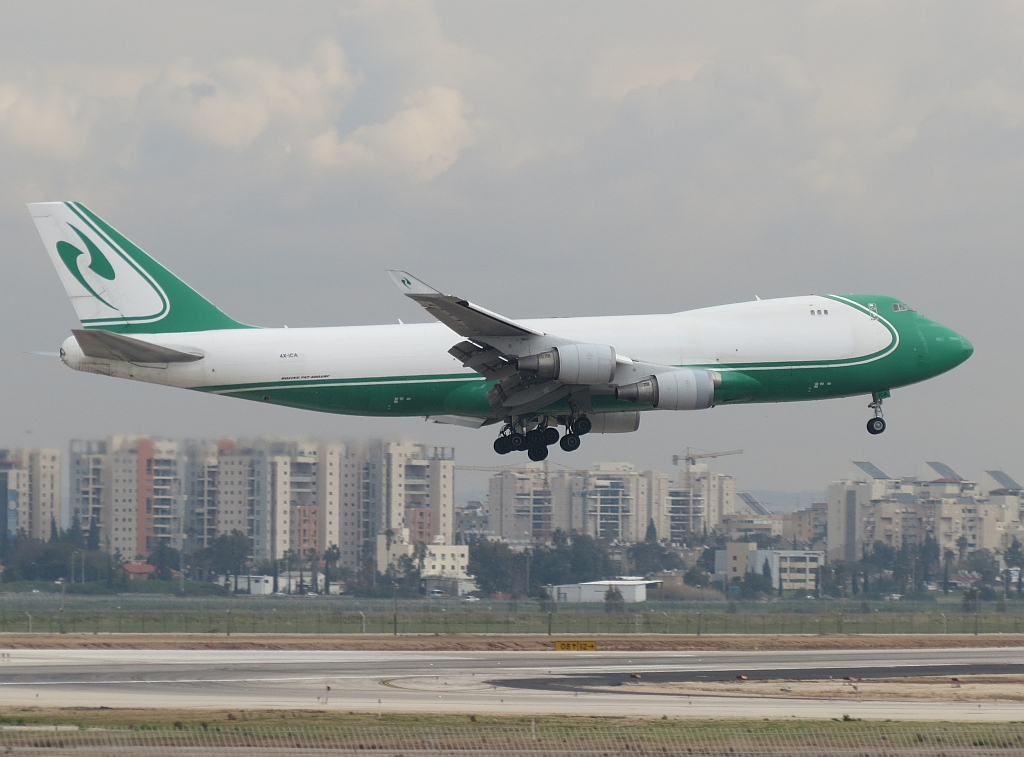
CAL Boeing 747-400F 4X-ICA

De vloot van CAL Cargo Air Lines bestond in juli 2016 uit:
- 4 Boeing 747-400